# 英格爾貝特二世 (馬克)
英格爾貝特二世（Engelbert II. von der Mark，1275年—1328年），馬克伯爵，埃伯哈德一世的兒子，拉馬克家族的成員。
英格爾貝特二世的妻子是阿倫貝格的梅希蒂爾德，有三個兒子。
- 阿道夫二世（—1347）
- 英格爾貝特（—1368）
- 埃伯哈德（—1387）